# ملعب كانبرا
ملعب كانبرا هو منشأة يستخدم في المقام الأول لمباريات دوري الرغبي واتحاد الرغبي، ويقع بجوار المعهد الأسترالي للرياضة في كانبرا عاصمة أستراليا. يستعد الملعب لاستضافة بعض مباريات بطولة كأس آسيا لكرة القدم 2015.

## كأس آسيا 2015
| تاريخ         | وقت (ت ع م+11) | فريق #1                  | نتيجة     | فريق #2                  | الجولة      | الحضور |
| ------------- | -------------- | ------------------------ | --------- | ------------------------ | ----------- | ------ |
| 10 يناير 2015 | 16:00          | كوريا الجنوبية           | مباراة 2  | عمان                     | مجموعة A    |        |
| 11 يناير 2015 | 18:00          | الإمارات العربية المتحدة | مباراة 6  | قطر                      | مجموعة C    |        |
| 13 يناير 2015 | 18:00          | الكويت                   | مباراة 9  | كوريا الجنوبية           | مجموعة A    |        |
| 14 يناير 2015 | 20:00          | الصين                    | مباراة 12 | كوريا الشمالية           | مجموعة B    |        |
| 15 يناير 2015 | 18:00          | البحرين                  | مباراة 13 | الإمارات العربية المتحدة | مجموعة C    |        |
| 20 يناير 2015 | 18:00          | العراق                   | مباراة 24 | فلسطين                   | مجموعة D    |        |
| 23 يناير 2015 | 17:30          | بطل المجموعة C           | مباراة 28 | وصيف المجموعة D          | ربع النهائي |        |

## روابط خارجية
- الموقع الرسمي